# Ballyfarnan
Ballyfarnan (iriska: Béal Átha Fearnáin) är en ort i republiken Irland.   Den ligger i grevskapet Roscommon och provinsen Connacht, i den norra delen av landet, 150 km nordväst om huvudstaden Dublin. Ballyfarnan ligger 58 meter över havet och antalet invånare är 205.
Terrängen runt Ballyfarnan är kuperad åt nordost, men åt sydväst är den platt. Runt Ballyfarnan är det glesbefolkat, med 18 invånare per kvadratkilometer. Närmaste större samhälle är Carrick-on-Shannon, 15,2 km sydost om Ballyfarnan. Trakten runt Ballyfarnan består i huvudsak av gräsmarker.